# Erastria atrisignata
Erastria atrisignata là một loài bướm đêm trong họ Geometridae.